# Садік Кадір
Садік Кадір (англ. Sadik Kadir; нар. 27 липня 1981) — колишній австралійський тенісист.
Найвищу одиночну позицію світового рейтингу — 352 місце досяг 21 червня 2010, парну — 134 місце — 16 серпня 2010 року.

## Титули на челленджерах

### Парний розряд: (2)
| Ранг | Рік  | Турнір            | Покриття | Партнер         | Суперники                 | Рахунок          |
| ---- | ---- | ----------------- | -------- | --------------- | ------------------------- | ---------------- |
| 1.   | 2009 | Берні, Австралія  | Тверде   | Майлз Армстронґ | Петер Лучак Роберт Смітс  | 6–3, 3–6, [10–7] |
| 2.   | 2009 | Карші, Узбекистан | Тверде   | Пурав Раджа     | Андіс Юшка Денісс Павловс | 6–3, 7–6(4)      |